# 普卢内乌尔-布里尼奥冈普拉日
普卢内乌尔-布里尼奥冈普拉日（法語：Plounéour-Brignogan-plages，法語發音：[pluneuʁ bʁiɲogɑ̃ plaʒ]）是法国菲尼斯泰尔省的一个市镇，属于布雷斯特区。该市镇于2017年由原市镇普卢内乌尔特雷兹和布里尼奥冈普拉日合并而成。

## 地理
普卢内乌尔-布里尼奥冈普拉日（48°39'55"N, 4°19'29"W）面积14.28 平方千米，位于法国布列塔尼大區菲尼斯泰尔省，该省份为法国最西部的省份，位于布列塔尼半岛西部，北西南三面环大西洋，东临阿摩尔滨海省和莫尔比昂省。

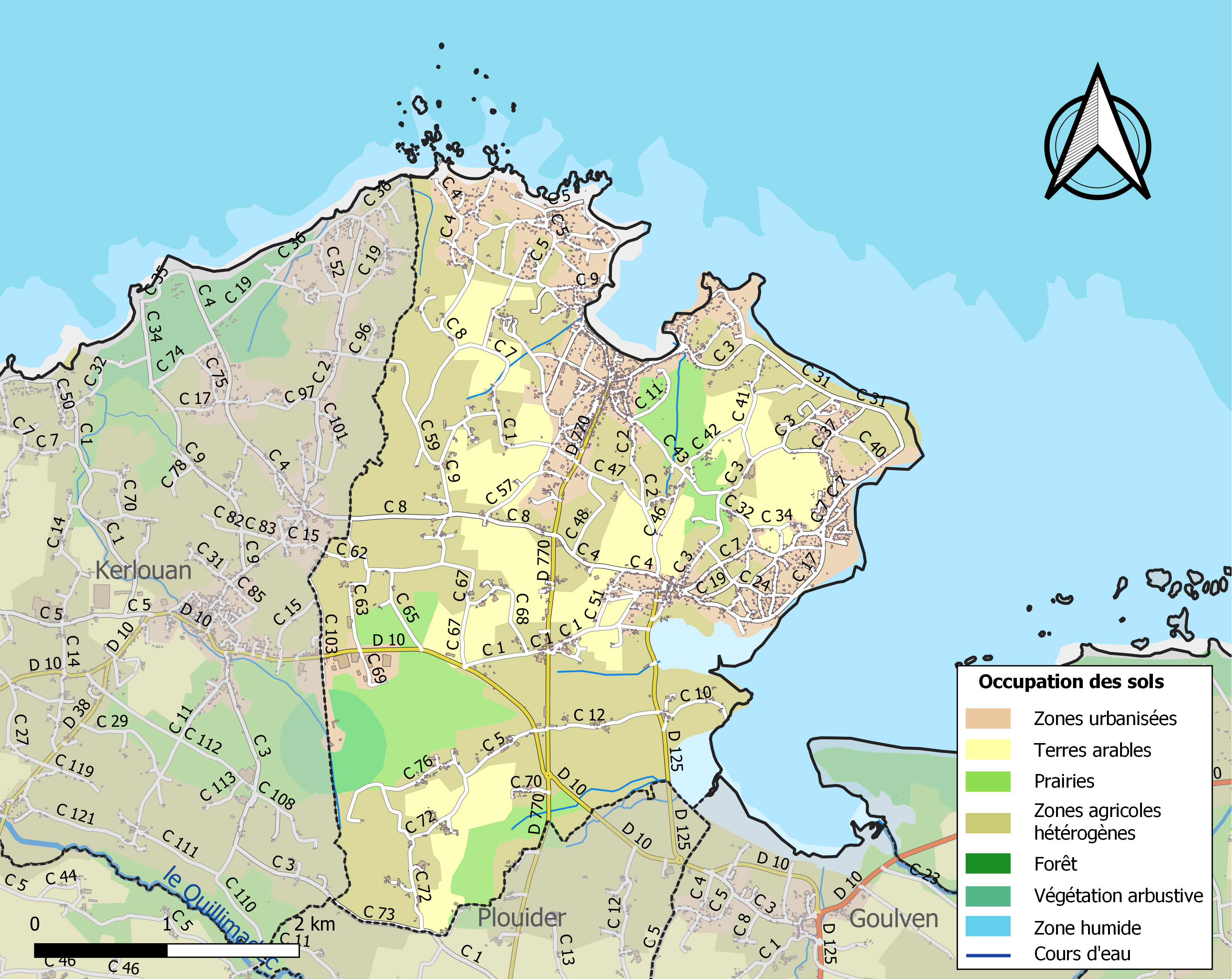
普卢内乌尔-布里尼奥冈普拉日的OSM定位图

与普卢内乌尔-布里尼奥冈普拉日接壤的市镇（或旧市镇、城区）包括：凯卢昂、普卢伊代尔、古尔旺。
普卢内乌尔-布里尼奥冈普拉日的时区为UTC+01:00、UTC+02:00（夏令时）。

## 行政
普卢内乌尔-布里尼奥冈普拉日的邮政编码为29890，INSEE市镇编码为29021。

## 政治
普卢内乌尔-布里尼奥冈普拉日所属的省级选区为莱斯讷旺县。

## 人口
普卢内乌尔-布里尼奥冈普拉日于2022年1月1日时的人口数量为1955人。